# 단월드

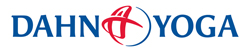
단월드의 로고￼단월드의 로고

단월드 혹은 단요가(영어: Dahn yoga; 일본어: イルチブレインヨガ 일지 브레인요가[*])는 대한민국의 신종교로 분류되는 주식회사이다. 이승헌이 1985년에 단학선원이라는 이름으로 설립한 기업으로, 명상, 기체조, 뇌교육 등의 검증되지 않은 명상수련을 수행한다. 단월드는 다양한 관점에서 평가를 받고 있다. 단월드 측은 특정 종교와 무관하게 과학적인 방법으로 건강증진 프로그램을 제공하는 회사라고 설명하고 있다. 허나 한국 기독교계에서는 단월드의 철학과 수행법에 대해서 비판적 입장을 표명함과 동시에 이단 취급을 하며, 미국에서도 컬트로 취급하는 경우가 있으며,  연예인(하이브)의 단월드와의 연관성과 관련하여 논란이 일었었고, 하이브 측에서는 무관하다고 하지만 하이브 소속 연예인들이 단월드 소속 대학을 나온 점, 방탄소년단의 음악 가사에 단월드가 가르치는 것들이 넣어진 점을 보았을 때 무관하지 않은 것을 알 수 있다.

## 역사
단월드는 1980년 설립자인 이승헌 총장이 안양시의 한 공원에서 무료로 심신 수련법을 전하면서 시작되었다. 이후, 초기 수련생 12명이 모여 작은 센터를 개설하며 본격적인 활동이 시작되었다. 1985년에는 서울 강남 신사동에 '단학선원'을 개원하였으며, 같은 해 『단학-그 이론과 수련법』을 출간하였다.
1990년대에 접어들면서 단월드는 해외 시장 개척을 본격화하였다. 1991년부터 미주 지역을 순회하며 공개 강연회를 개최하였고, 1992년에는 단학선원을 주식회사로 등록하였다. 이후 전국적으로 확장하여 300여 개의 직영센터를 운영하며 다양한 기관과 협력하여 유ㆍ무료 수련장을 운영하였다.
1996년에는 소위 '단학'을 뇌과학에 비유하여 개발한 두뇌 명상법 ‘뇌호흡’을 출시하여 기업 교육 및 어린이 교육으로 확장하였다. 2002년, 사명을 '단월드'로 변경하고, 2003년에는 ISO 9001 인증을 획득하였다.
2008년에는 '뇌파진동'(Brain Wave Vibration) 명상법이 한 국제 학술지에 발표되었으며, 이후 '접시돌리기'와 '발끝치기' 수련법이 국내외에서 주목받았다. 2012년에는 단월드가 제공하는 뇌파진동훈련이 요가나 마음챙기기 등의 타 요법과 비슷한 정도의 심리 개선 효과를 낸다고 보고되었다.
2014년에는 창립 30주년을 맞아 국내 10만여 명의 회원을 보유한 명상업계의 주요 기관으로 자리 잡았으며, 2015년에는 해외 시장 확대를 위한 계획을 수립하였다.

## 단월드 챌린지
뉴진스의 OMG 라는 노래를 틀고 춤을 추는 단월드 챌린지가 청소년들 사이에서 유행했었다. 이 외에도 장난전화를 걸거나, 무단침입을 해서 소리를 지르고, 도망을 가는 등 의 행위를 한다. 단월드 사이비 논란 이후로 단월드 챌린지 등 방해를 하는 사람이 많아지자, 학생들이 무단침입을 하거나, 소리를 지르고 도망가는 등 의 행동을 하면, 업무방해로 고소를 하겠다고 한다.

## 대한민국 외의 활동
미국 애리조나주에 위치한 세도나의 외곽에 '마고가든'을 설립하여 운영 중이다. 또한 세도나에 위치한 BR컨설팅을 통한 기술 지원으로, ㈜HSP라이프(구 썬물산, 현재는 ‘비알뇌교육’에 인수 합병)에서 오금 원석이라는 것을 이용하여 기수련 제품을 생산 판매하였다. 그러나, 실제로는 오금원석을 사용치 않고 제조사 및 판매사 몰래 중간단계에서 다른 성분이 함유된 제품을 최종 오금 성형을 맡은‘㈜아울림,에서 생산하였던 것이 적발되었다. 이로 인해 해당 업체 ㈜아울림 대표는 실형을 선고받았으며, 이후 오금의 소재가 되는, '황동’과 동일한 소재로 만들어진 제품 BHP(Brain Education Healing Point)라는 명칭으로 다른 업체를 통해서 생산되고 있다. 중앙대 산학협력단(약리학교실)에 의뢰하여 항스트레스에 대한 효능 평가에서, 평균 심박수는 오금 착용 전후 유의적 차이가 없었지만, 다른 부분에서 약간의 기능성을 인정받았다고 한다.

## 사건
- 단월드에 대해서, 2004년 한국기독교총연합회 소속 이모(53) 집사가 안티 사이트와 카페 등을 개설,  사이비 종교단체라는 등 근거 없는 비방을 하고 있다며 서울 중앙지검에 고소하고, 서울 남부지법에 이 사이트와 카페 폐쇄 가처분 신청을 냈다. 또 2004년 11월에는 인터넷 상에 대한 비방글을 올린 한국기독교총연합회 ‘단군상 문제 대책위’ 간사 우모(30)씨 등 11명을 추가로 고소했다.[11] 2007년 대한예수교장로회 합신측 정기 가을 노회에서 이단사이비대책위원회가 ‘영혼을 유혹하는 각종 수련문화’라는 자료집에서 한국 사회에 악영향을 주는 단체들 중에서 단월드의 활동이 가장 심각하다고 알렸다.[12]
- 2005년 서울경찰청 사이버범죄수사대는 인터넷 카페를 개설, 허위 사실을 유포해 비방한 혐의(정보통신망 이용촉진 및 정보보호 등에 관한 법률 위반)로 이모(55)씨와 신모(37)씨 등 2명을 구속하고 우모(30)씨 등 8명을 불구속 입건했다. 경찰에 따르면 이씨 등은 인터넷 포털사이트에 ‘안티 사이트 등 10여개의 카페 및 사이트를 개설한 뒤  설립자와 의 운영에 대해 성추행, 노동법 위반, 사이비 종교 등 허위사실을 유포해 명예를 훼손한 바 있다.[13] 그 이후에도 해외에 불법사이트를 개설하여 안티정보를 퍼트리고 있고, 사이버수사대에 수사를 의뢰했다. 2010년 4월 13일 법원에서는 뇌호흡 등 수련단체를 비방하는 내용을 담은 소설에 출판금지 결정을 내렸다. "총재가 각종 불법행위를 했다"는 내용이 허위사실이라는 이유에서다. 서울중앙지법 민사합의14부(부장판사 김인겸)는 소설 '깨달음의 권력' 저자 신모씨와 이 책을 출간해 준 출판사 대표 배모씨를 상대로 낸 서적판매금지 청구소송에서 원고 승소 판결했다.[14]
- 2009년 5월 말에 27명의 전 회원들과 마스터들이 고소했다. 부당한 위압, 세뇌, 불평등 급여부터 RICO 법 위반과 성폭행까지를 포함한다. 보스턴의 WBZ 채널 4 뉴스는 이 중에 두 명을 2009년 6월 11일에 인터뷰했다. 후에 SBS 그것이 알고 싶다 측에서 이 사건을 자세하게 취재하였고, 그 내용은 2010년 3월 6일 그것이 알고 싶다에 방영되었다.[15] 27명 중 26명이 기소한, 10건중 8건은 소송 요건 미비로 기각되었다.[16] 제시카 헤럴슨의 고소 건도 기각되었다.[17]

## 계열사
- 브레인HSP센터(전 뇌호흡건강센터)
- HSP라이프
- HSP 컨설팅 유답

## 같이 보기
- 글로벌사이버대학교
- 국제뇌교육종합대학원대학교
- 국선도 - 국내의 단전호흡 단체
- 혈기도 - 척추 정립에 관련된 수행 단체
- 택견
- 십팔기도
- 한무도
- 수박도
- 한풀
- 한검도